# Magistrat (Guinée)
Pour les articles homonymes, voir Magistrat (homonymie).
Un magistrat est, au sens strict, une personne appartenant au corps judiciaire, exerçant la profession de rendre la justice (les magistrats du siège) ou de requérir au nom de l'État et de la loi (les magistrats du parquet).
Mais, en Guinée, il existe plusieurs corps de magistrats exerçant dans des juridictions différentes, régis par des statuts différents, et recrutés selon des modalités différentes.

## Dans l'ordre judiciaire
Les magistrats en Guinée composent, avec les auditeurs de justice, le corps judiciaire (voir « magistrat » pour une acception plus large du mot).

## Dans l'ordre administratif
Les magistrats de l'ordre administratif ne relèvent pas, comme les magistrats de l'ordre judiciaire, du statut général de la magistrature.